# 奈良県道255号寺前千股線
奈良県道255号寺前千股線（ならけんどう255ごう てらまえちまたせん）は、奈良県吉野郡大淀町から吉野郡吉野町に至る一般県道である。

## 概要
吉野郡大淀町大字比曽から吉野郡吉野町大字千股に至る。

### 路線データ
- 起点：吉野郡大淀町大字比曽（上比曽交差点、奈良県道222号今木出口線交点）
- 終点：吉野郡吉野町大字千股（奈良県道15号桜井明日香吉野線交点）

## 歴史
- 2022年（令和4年）3月4日 - 中増〜千股工区（676 m）開通[1]。

## 地理

### 通過する自治体
- 奈良県
  - 吉野郡大淀町 - 吉野郡吉野町

### 交差する道路
| 交差する道路                 | 市町村名 | 市町村名 | 交差する場所 | 交差する場所        |
| ---------------------------- | -------- | -------- | ------------ | ------------------- |
| 奈良県道222号今木出口線      | 吉野郡   | 大淀町   | 大字比曽     | 上比曽交差点 / 起点 |
| 奈良県道15号桜井明日香吉野線 | 吉野郡   | 吉野町   | 大字千股     | 終点                |

### 沿線
- 世尊寺（比曽寺跡）